# Quel
La villa de Quel es un municipio situado en la comunidad autónoma de La Rioja, España, perteneciente a la comarca de la Rioja Baja, subcomarca de Arnedo. Tiene 2011 habitantes según el censo del año 2017 (INE), una superficie de 54,78 km² con una densidad poblacional de 36,71 habitantes por km².
Quel destaca por su castillo, que corona el pueblo, y lo ha marcado desde siempre, no en vano el nombre de Quel procede del árabe Qalat, que significa 'castillo'. Respaldado por la colina, abrupta, en la que se alzan los restos del castillo, el pueblo se abre a la vega del Cidacos que riega una rica huerta.

## Geografía
Situado en la vega del Cidacos a 470 m de altitud y respaldado por el barranco sobre el que se alza el castillo. La situación de Quel le ha marcado históricamente. Su castillo domina el valle por donde discurría la calzada que unía el valle del Ebro, Calagurris Iulia, con las tierras de Numancia. Se sitúa a los pies de un barranco de unos 100 m al cual las construcciones se pegan, esta formación recibe el nombre de la Peña de Quel.

### Comunicaciones
La villa de Quel se sitúa a los pies de la carretera LR-115 que la une con la cabeza de subcomarca, Arnedo, de la que dista solo 4 km y la vecina Autol, también muy cercana. La carretera LR-281 junto con la LR-137 unen a Quel con Calahorra, a escasos 13 km, y con las líneas principales de comunicación de valle del Ebro, la autopista Ap-68 y la carretera nacional N-232 que enlazan con la capital de La Rioja, la ciudad de Logroño de la que está separada por 50 km no tiene ningún otro sistema de transporte. La estación de ferrocarril está en Calahorra y el aeropuerto en Logroño, de poca importancia, o Zaragoza.

### Composición
El municipio de Quel está compuesto por el núcleo urbano que se agolpa bajo la peña. Consta de dos partes diferenciadas, que en su día llegaron a tener estatus diferente (el Quel de Yuso y el Quel Suso) pero que hoy son conocidas como el barrio alto y bajo. Según el ayuntamiento, existe una periferia enóloga llamada Barrio Bodegas, situada tras la corriente del Cidacos. Existió otro núcleo poblacional, hoy desaparecido, llamado Ordollo.

### Hidrografía
El principal río es el Cidacos que conforma toda la vega que se abre delante de la villa y en donde se establecen las tierras de labor. Hay pequeñas barrancas de tipo torrencial que bajan por los montes.

### Orografía
El accidente geográfico más relevante del municipio es la llamada Peña de Quel, un corte de unos 100 m de altura debido a la acción erosiva del Cidacos.
La llanura del valle se abre justo debajo de ella y es allí donde se ubican las tierras de labor que son muy productivas.
Compuesta por extractos alternos de pudinga y arenisca además de los yesos y arcillas así como las margas verdosas que proceden del terciario.
La roca está muy erosionada por acción el agua y del viento. Se han formado barrancos y yascas como el barranco de San Jorge.
Su orientación permite proteger a la villa de fuerte cierzo que azota al valle del Ebro. Bretón de los Herreros escribió refiriéndose a ella: 
geológicamente hablando, Quel está formado por rocas de la era terciaria, destacando el Neoceno. Un hecho geológico que destaca es la falla entre areniscas y el resto de materiales. Esta y la naturaleza de las rocas generan desprendimientos que en el pasado han dado lugar a la destrucción de viviendas y muertes.
Los tipos de rocas que se encuentran en Quel son: arenisca - margas verdosas - pudinga - yeso y arcilla.
De la era cuaternaria destacan las terrazas fluviales producidas por el desgaste de las rocas y que quedan escalonadas a cierta altura, originándose barrancos y yasas. En Quel destaca el Barranco de San Jorge.
La erosión ha dado a un fragmento de la roca forma humana y el pueblo ha desarrollado la leyenda de que es el resultado de un castigo por haber mentido a la virgen diciendo que llevaba piedras en vez de uvas.

## Historia
La ubicación estratégica de Quel determinó la construcción de su castillo. El hecho de que por sus inmediaciones pasara la calzada romana que unía Calagurris Iulia (Calahorra) con Numancia justifica la construcción del baluarte defensivo. La conquista musulmana de estas tierras, al mando de Tarif, forzó al abandono de los habitantes cristianos. La historia de la villa está unida al castillo que la corona. Contó con muralla que la defendía, y de la que todavía quedan algunos rastros.
El nombre antiguo de Quel era Kelle, tal y como aparece en la escritura del falso voto de Fernán González junto con los asentimientos de Arneto, Abtole y Calagurris que parece derivar directamente de la palabra qalat, que quiere decir 'castillo' en árabe.

### El señorío de Quel
En 1040 el rey del reino Pamplona-Nájera, anterior al reino de Navarra, García el de Nájera, donó a su mujer, por la denominada Carta de Arras sus posesiones en el valle del Cidacos, que comprendían Arnedo y su valle, que poseía en señorío Fortún Ochoa. En 1060 el señor de Quel era Fortún Garcés.
La historia de Quel, como la de toda La Rioja, está ligada a las guerras que los reinos de Navarra, Castilla y Aragón mantienen para apoderarse de estas tierras. Tras la muerte del rey Sancho el de Peñalén, Alfonso VI de Castilla incorpora el terrenos a sus dominios, pero pronto pasaría a integrarse en la corona de Aragón.
La disputa territorial que ambos reinos tenían se llevó a un acuerdo de sometimiento de arbitraje sobre la misma. El árbitro fue el rey Enrique II de Inglaterra, que falló a favor de los castellanos, pasándose a incorporar La Rioja a esa corona, por lo que Quel pasaría definitivamente al reino de Castilla.
En 1789 sigue pareciendo Quel como una villa de señorío, bajo los señores Gante y Saénz de Tejada.

### Quel de Yuso y de Suso
Cuando en 1455 Leonor Telléz de Meneses vendió el señorío de Quel a García Sánchez de Alfaro, este no sabía que a su muerte, después de un tiempo de permanencia de sus bienes en comunidad, sus herederos acabarían dividiendo Quel en dos pueblos diferentes, Quel de Yuso y Quel de Suso, uno tendría sobre los 125 habitantes mientras que el otro sobre los 60.
En 1547 comienza el pleito que llevaría a esta división, dos señores de Quel eran, por una parte, Pedro Díez de la Mota e Isabel Zúñiga, señores de los dos tercios, y por otra, Francisco de Gante y su hermano Juan, propietarios del tercio restante.
En 1574 sale la primera sentencia que decía 

Decía:...debemos mandar e mandamos que la jurisdicción de la villa de Quel se parta e divida entre dichas partes en esta manera; que los 8 meses del año use y ejerza la dicha jurisdicción in solidum la dicha doña Isabel de Zúñiga e su alcalde mayor en su nombre, y en los otros 4 meses del año use y ejerza la dicha jurisdicción in solidum la dicha doña Petronila de Alfaro e sus hijos e el alcalde mayor por ellos puesto.

que no convenció a ninguna de las partes.
La situación fue empeorando llegando los vecinos levantar protestas ante el rey y la Chancillería; dicen así 

notables daños e perjuicios e sería dar ocasión a los vecinos de 
la dicha villa e su tierra se pereciesen e se desavecindasen de la dicha villa, 
dejaren sus casas y haciendas, siéndoles forzoso ir a vivir e morar a otra 
parte por los grandes daños que en ello se le seguían si se partiese la dicha 
jurisdicción por los ruidos y diferencias que de lo susodichos se resultaría 
entre los señores e vasallos como cada día sucederían sin se poder remediar 
en ninguna manera por estar la dicha villa muga muy cerca de los reinos de 
Navarra y Aragón a donde los delincuentes se pasarían en acabando de 
gozar e cometer los delitos en la dicha villa sin ser de ellos castigados ni poderse remediar.

El 22 de agosto de 1527 la Chancillería de Valladolid saca la sentencia que confirma la división de la villa en dos, división que duraría unos 300 años. Se dividió el pueblo en dos, incluido el llamado lugar de Ordollo, pueblo que estuvo unido a Quel desde 1455 hasta que desapareció, darían Quel de Yuso a la familia Mota y Quel de Suso y Ordollo para la familia Oñate.
Algunas propiedades como el molino y el horno (en comunidad, pues no reciben cómoda división), quedaron en régimen común y se debían de repartir las rentas en la proporción de dos tercios y un tercio entre las partes. La división marcaba hasta el lugar que las familias debían de ocupar en la iglesia y e las procesiones.
En la división española en intendencias realizada en el siglo XVIII, Quel quedó como una de las villas eximidas pertenecientes a la intendencia de Soria, hasta la división española en provincias de 1822, en la que quedó encuadrada en la provincia de Logroño, con cuya creación se pretendía dotar a la región de La Rioja de un marco administrativo provincial de los que se estaban creando entonces. La obligatoriedad legal de dar a la mayoría de provincias los nombres de sus capitales, supuso entonces la supresión del nombre de La Rioja –que era el histórico del territorio– y la adopción del de Logroño. Posteriormente, al quedar anulada esta división un año y medio después, la localidad volvería a la situación anterior. Nuevamente se realizaría otra división provincial española en 1833, en la que se encuadraría nuevamente en la de Logroño por Real Decreto del 30 de noviembre de ese año. Un año después quedó incluida en el partido judicial de Arnedo.
En 1752 el pueblo seguía dividido tal y como marcaba la sentencia; Quel de Yuso era las dos terceras partes, pertenecía a María Jerónima Alonso Encio y Mota y el de Suso, la parte que completa el tercio, a Francisco de Gante Ovando y Castejón. Los vecinos de Quel tenían que pagar las rentas correspondientes a estos señores además de las de la Iglesia y de la Corona. Con las reformas liberales que trajo la revolución francesa y que en España se fueron realizando a partir de 1835 desapareció el Señorío y se volvió a unir la villa a la vez que se vendieron las propiedades de la Iglesia.

### La II República en Quel
Las reformas emprendidas en el siglo XIX fueron llevando a la villa del Quel a una mejora económica de sus vecinos. En las elecciones municipales de 1931 los resultados fueron favorables a los conservadores, representados por Pedro Sigüenza, pero fueron impugnadas llegando a la alcaldía Víctor de Blas, que se había presentado como independiente en las listas de los republicano socialistas. Escasos 2 meses después sería asesinado en la calle Cantón de su pueblo.
Los enfrentamientos entre los izquierdistas y los tradicionistas fueron una constante durante la república. El golpe militar de Francisco Franco y la guerra dejaron a Quel dentro de la zona nacional, no sufriendo los combates del frente. En la posguerra y más aún en los años 60, la emigración a las zonas industrializadas del País Vasco, Cataluña y Madrid mermaron la población de la villa hasta la llegada de la reforma democrática, en que se estabilizó gracias al relanzamiento de la agricultura y de la industria zapatera.

## Demografía
Cuenta con una población de 2139 habitantes (INE 2024).
| Gráfica de evolución demográfica de Quel entre 1842 y 2021                                                            |
| |
| Población de derecho según los censos de población del INE. Población de hecho según los censos de población del INE. |

## Administración y política
| Periodo   | Nombre                                 | Partido                                  |
| --------- | -------------------------------------- | ---------------------------------------- |

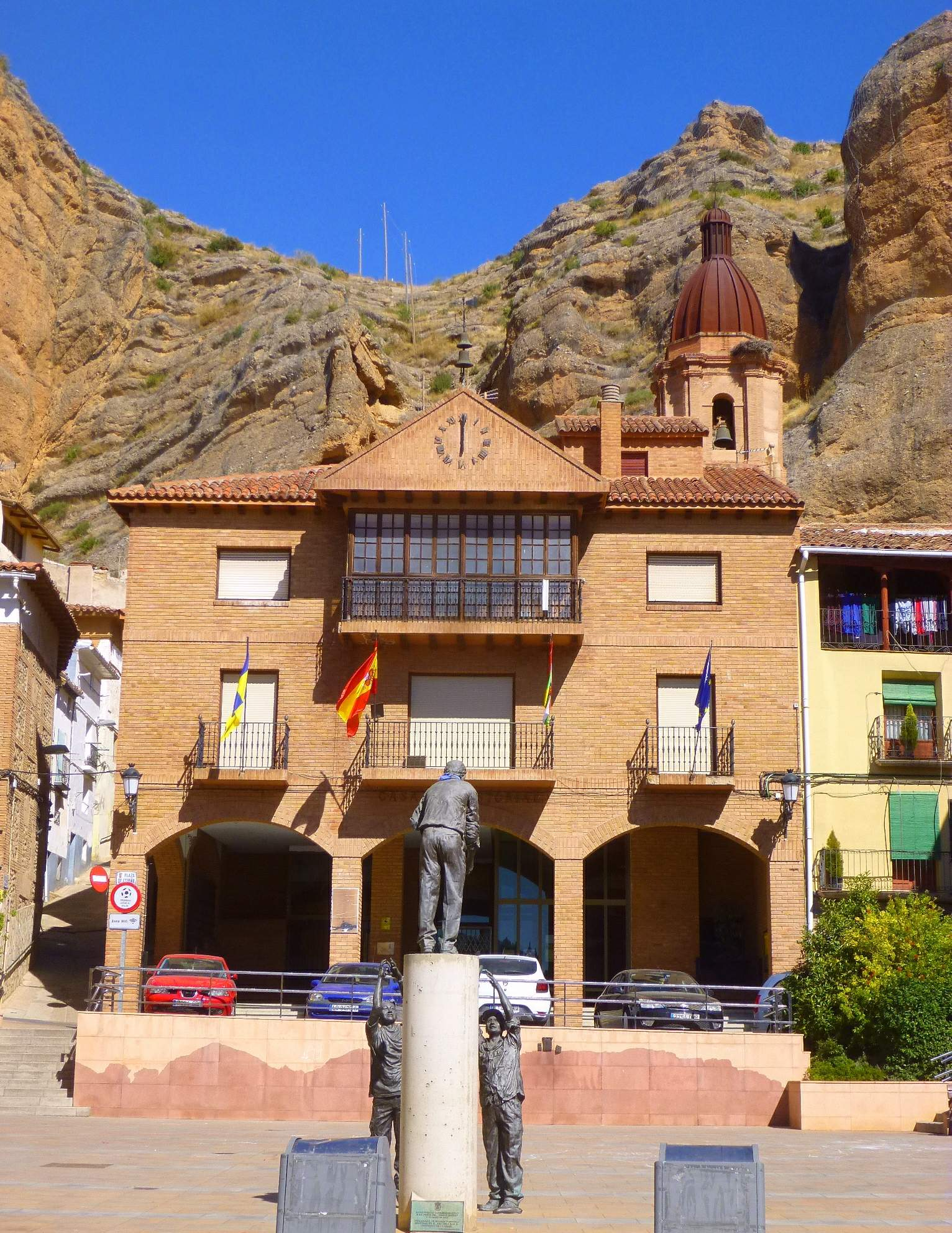
Ayuntamiento de Quel

| 1979-1983 | Senen Pérez Aldama/Gabriel Pérez Marzo | Agrupación de electores/Comisión Gestora |
| 1983-1987 | Gabriel Pérez Marzo                    | AP                                       |
| 1987-1991 | José Sigüenza Navarro                  | AP                                       |
| 1991-1995 | Francisco Javier Pérez Marzo           | PSOE                                     |
| 1995-1999 | Eduardo Alberto Martínez Muro          | PP                                       |
| 1999-2003 | Jesús Antonio Jiménez Rada             | PSOE                                     |
| 2003-2007 | Jesús Antonio Jiménez Rada             | PSOE                                     |
| 2007-2011 | Víctor Manuel Rada Resano              | PP                                       |
| 2011-2015 | Víctor Manuel Rada Resano              | PP                                       |
| 2015-2019 | Víctor Manuel Rada Resano              | PP                                       |
| 2019-2023 | Víctor Manuel Rada Resano              | PP                                       |
| 2023-act. | Víctor Manuel Rada Resano              | PP                                       |

## Economía
La economía de Quel está basada en la agricultura y en la industria derivada de la misma. Hay un sector industrial dedicado al calzado, como apéndice de esta actividad fabril que se sitúa en Arnedo. El sector servicios es escaso y se centra en cubrir las necesidades diarias de la población y en la actividad hostelera.
El regadío supuso la ampliación de cultivos, que pasaron de ser cereales y vid a huertas y frutales. 
Como consecuencia aparecieron las industrias de transformación, centradas principalmente en la elaboración de conservas vegetales, encurtidos y mermeladas. La actividad industrial de la villa se centra en fábricas de calzado y agroalimentarias, que es la principal fuente de riqueza en unión de la agricultura, a la que se dedica aproximadamente la mitad de la población.
La cabaña ganadera es fundamentalmente lanar, pero no supone un factor determinante en la economía del pueblo. La superficie agraria se extiende sobre unas 3000 hectáreas, de las que la mitad aproximadamente corresponden a regadío. Los productos más característicos del secano son la vid, el olivo y la cebada, y entre los de regadío sobresalen en extensión e importancia económica los frutales y las huertas, seguidos a una distancia considerable por los cereales.
El cultivo del champiñón se ha acrecentado en los últimos años.
Entre los productos de huerta destaca el espárrago, si bien ya no tanto como hace unos años. La ampliación del regadío y la instalación de la industria del calzado, dada la cercanía de Arnedo, han hecho que el pueblo haya estabilizado su población, evitando así la caída que se dio durante la primera mitad del siglo XX.
El sector primario. La rica vega del Cidacos da lugar a una muy importante actividad agrícola con cultivos en regadío y secano que se reparten por igual la superficie agraria, unas 3000 Ha. Los productos característicos del cultivo en secano son; la vid, el olivo y la cebada; y en el regadío produce fruta y productos hortícolas, así como cereal y champiñón. La ganadería, que es fundamentalmente lanar, no representa un factor determinante en la economía de Quel. La actividad vinícola es importante.
El sector secundario. La industria derivada de la agricultura es la fundamental de la villa. Industrias de conservas vegetales, encurtidos y mermeladas son las más numerosas. La extensión de la manufactura de calzado procedente de Arnedo ha diversificado este sector. En la industria artesanal destaca la botería, fabricación de botas para el vino, la cestería y en ella la hecha con caña, la elavoración textíl de almazuelas y la elaboración de pastelera de los Fardelejos "La Queleña" y Fardelejos "Alicia".
El sector servicios, centrado en satisfacer las necesidades básicas y diarias de la población no tiene un peso importante en la ocupación de los queleños. La actividad hostelera es relevante al ocuparse del turismo, que ha ido en aumento con la implantación del turismo rural o de interior.

### Evolución de la deuda viva
El concepto de deuda viva contempla solo las deudas con cajas y bancos relativas a créditos financieros, valores de renta fija y préstamos o créditos transferidos a terceros, excluyéndose, por tanto, la deuda comercial.
| Gráfica de evolución de la deuda viva del ayuntamiento entre 2008 y 2016                             |
| |
| Deuda viva del ayuntamiento en miles de Euros según datos del Ministerio de Hacienda y Ad. Públicas. |

La deuda viva municipal por habitante en 2014 ascendía a 166,26 €.

## Cultura

### Monumentos y lugares de interés

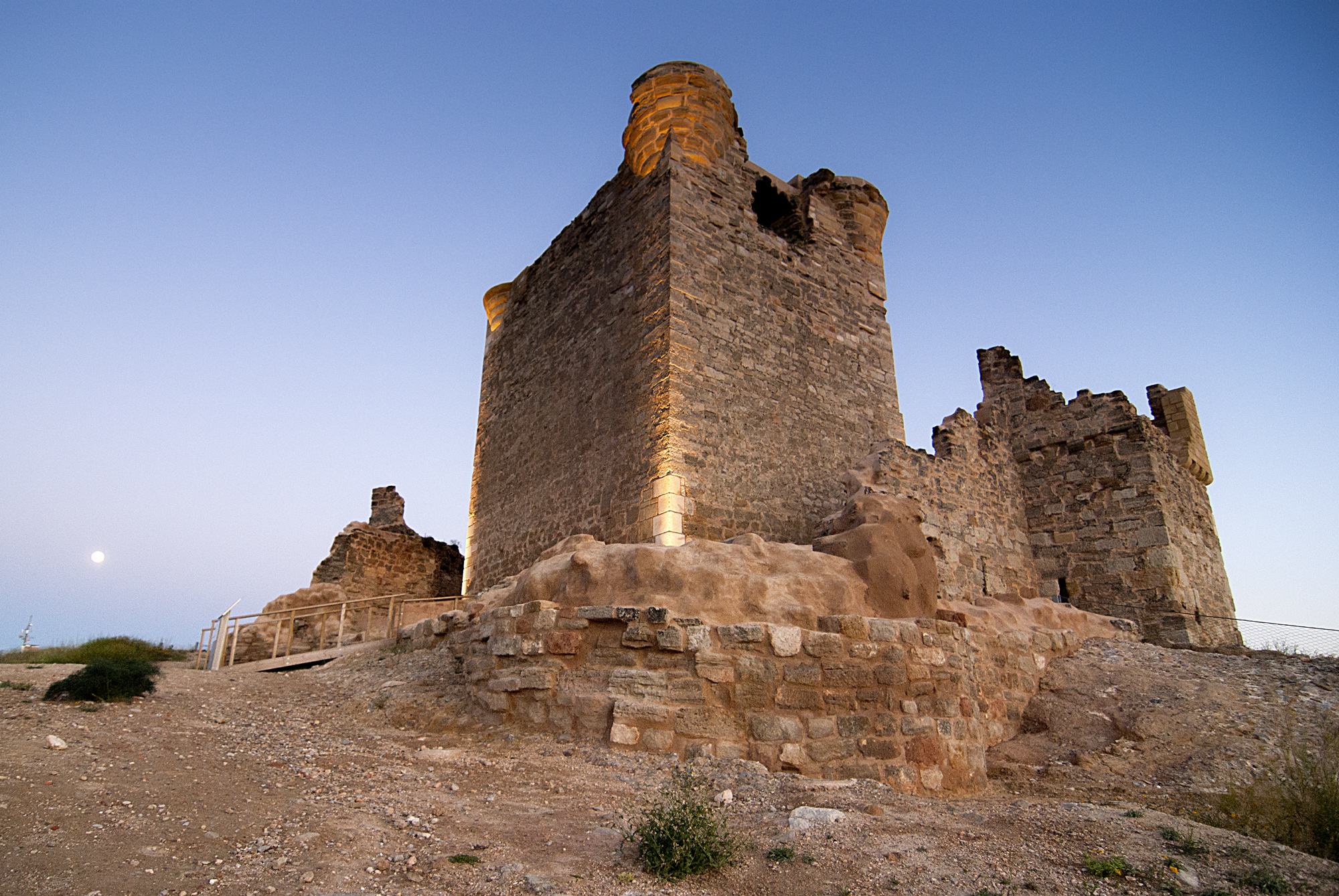
Castillo de Quel

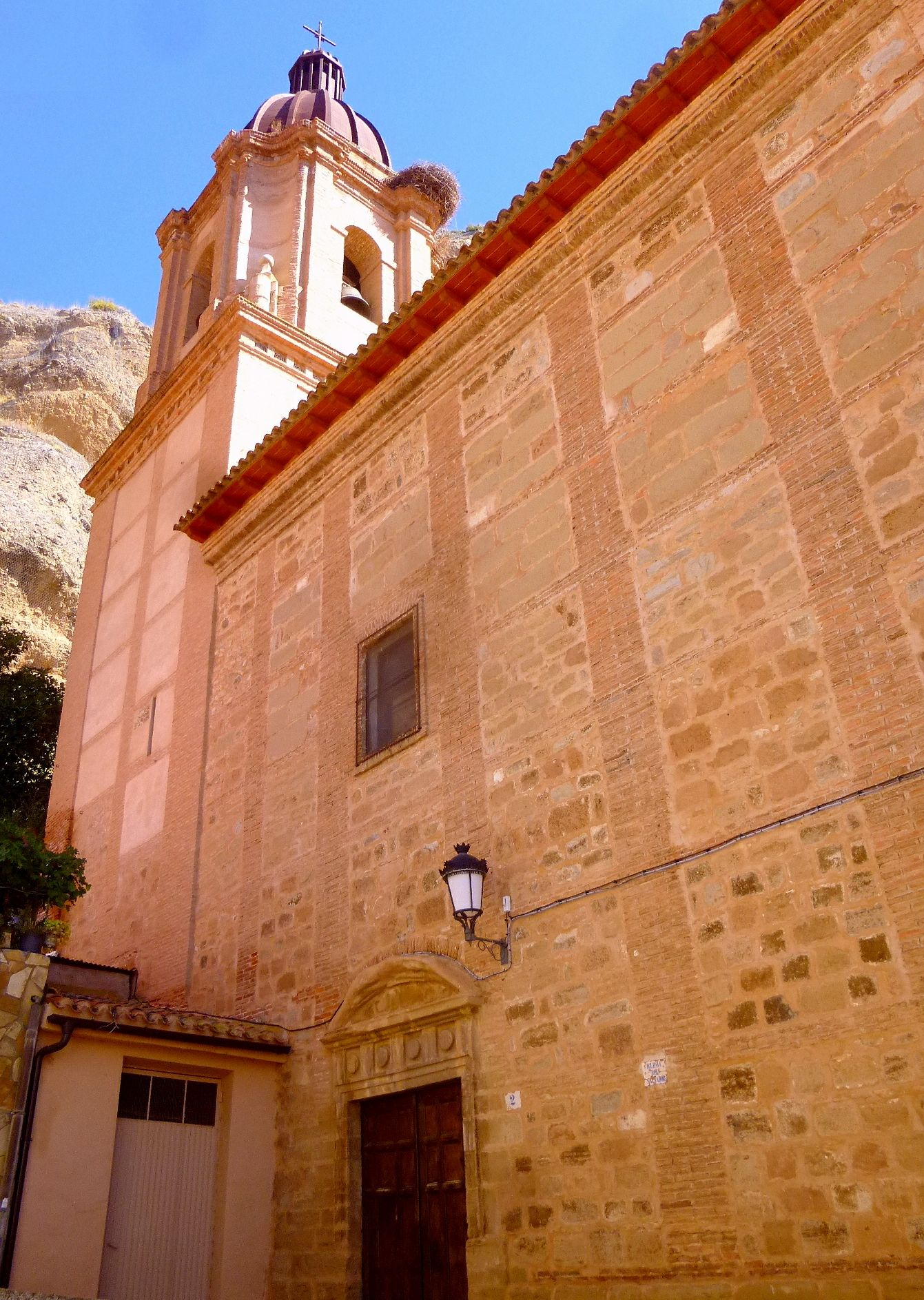
Iglesia parroquial de San Salvador

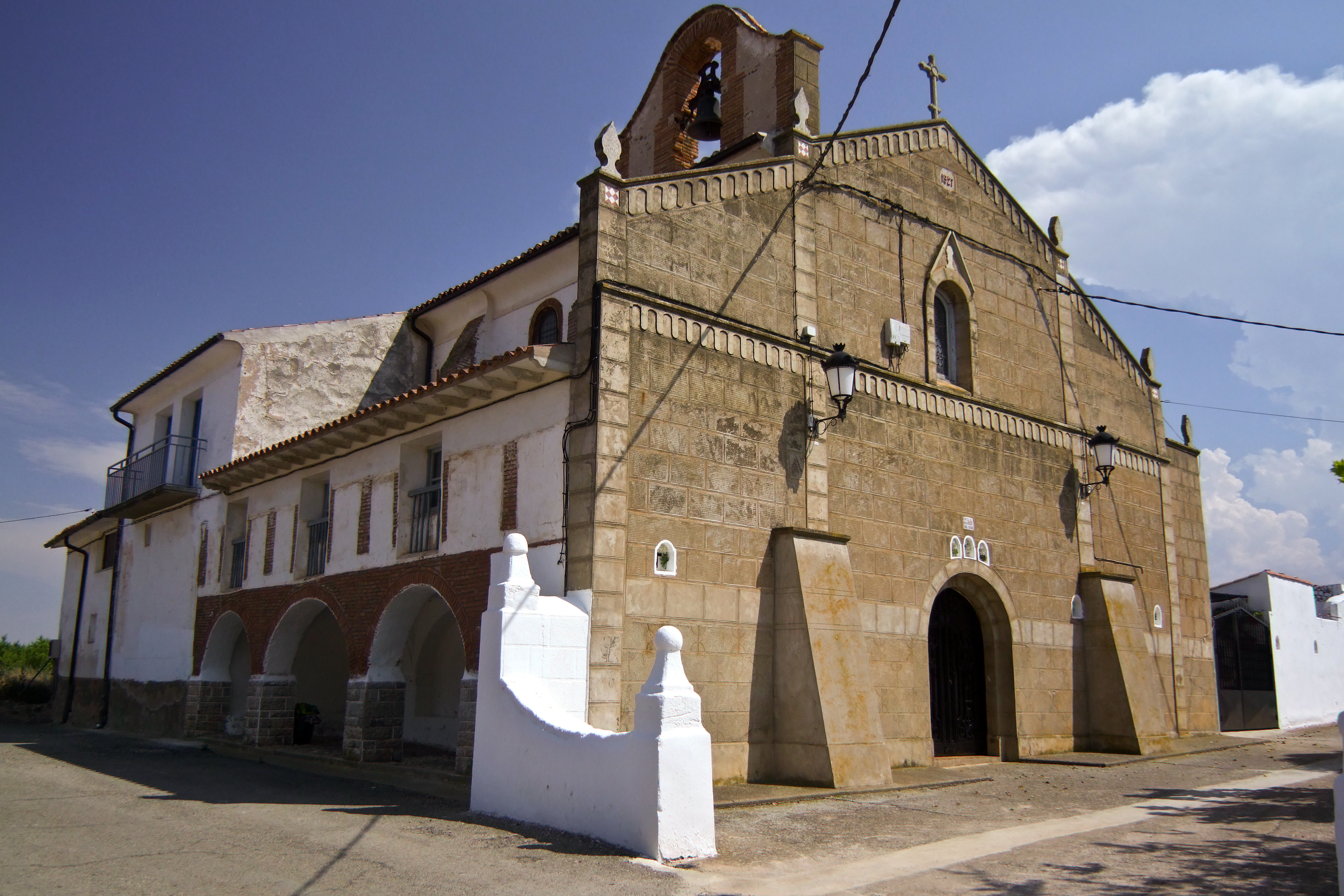
Ermita de la Transfiguración

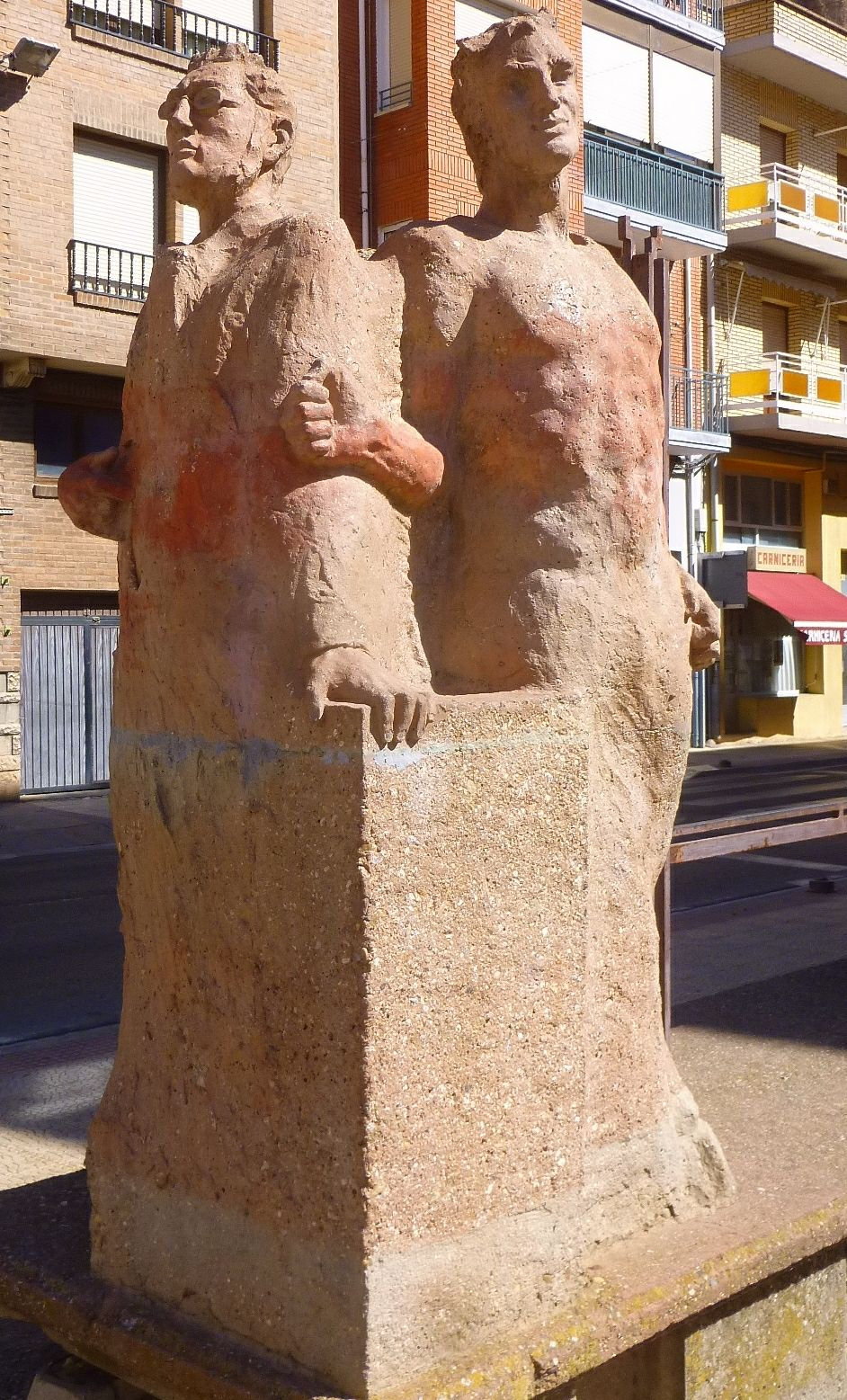
Monumento a Bretón de los Herreros

- El castillo de Quel, de origen incierto, se duda si es romano o árabe, los restos actuales datan del siglo XV (entre 1470 y 1480). Es un castillo roquero que está situado en una zona estratégica dominando todo el valle del Cidacos. Los restos actuales son parte de la torre del homenaje de tres plantas rodeada por dos torreones cuadrados. La torre mantiene restos de garitas con mensulón cónico en los ángulos y matacanes. La leyenda cuenta que hay un túnel que partiendo del castillo cruza todo el pueblo y el río para salir a una ermita.
- Iglesia de San Salvador, del siglo XVI, construida entre 1561 y 1580 sustituyó a otra que se encontraba en mal estado. Es de estilo gótico tardío con elementos renacentistas y consta de una única nave de cuatro tramos y capillas entre los estribos que se remata con una cabecera ochavada de 3 paños. El último cuerpo de la torre y la sacristía son del siglo XVIII. El retablo es barroco con columnas corintias.
- Ermita del Cristo de la Transfiguración, construida en ladrillo en una sola nave de cinco tramos y cabecera ochavada esta cubierta por una bóveda abocinada y una cúpula sobre pechinas. Aquí se le celebra el reparto del Pan y Queso.
- Monumento conmemorativo a Manuel Bretón de los Herreros. Construido en 1983 por Miguel Ángel Sainz. Representa la obra Marcela o a cuál de las tres.

### Fiestas

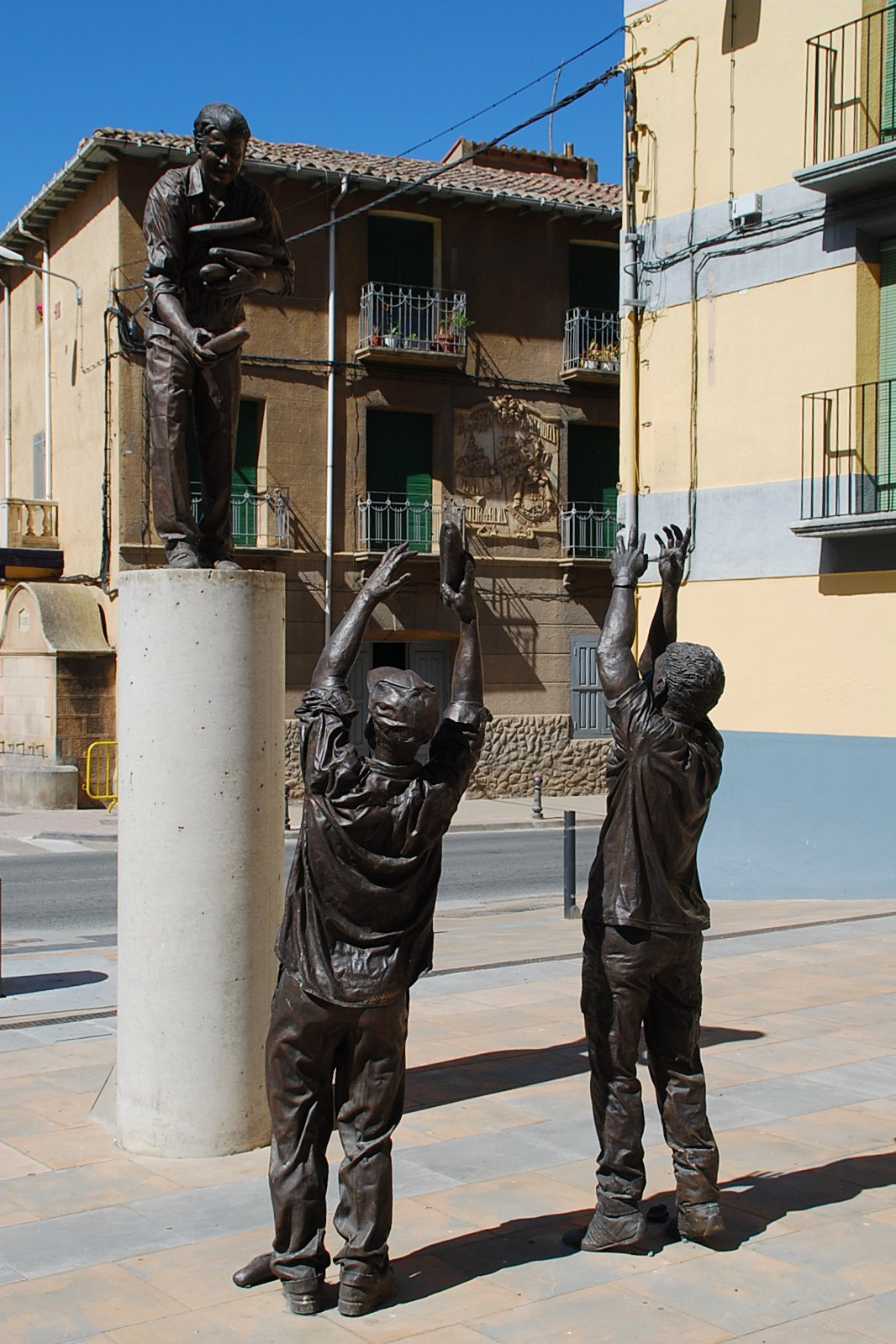
Monumento a la fiesta del Pan y Queso, el castillo al fondo

- Fiestas de la Cruz de mayo, el día grande es el 3 de mayo, aunque se suele aprovechar el puente del 1 de mayo. Cambiadas a estas fechas en 1999, hasta entonces se celebraban los carnavales
- Fiesta del Pan y del Queso, el 6 de agosto se celebra el tradicional "reparto de pan y queso", espectacular, declarado de Interés Turístico Nacional. Desde la ermita de la Transfiguración de Cristo, se lanza a la multitud congregada raciones de pan y queso. Este acto se hace en conmemoración de que la villa fue librada de una epidemia de peste.

Una dolorosa epidemia sacudió la villa de Quel. Sus habitantes acudieron ante Dios y en él encontraron la solución

. La fiesta se completa con todos los actos normales, bailes, juegos de pelota, concursos, procesiones, pasacalles...

### Deporte
El Futbol Sala Villa de Quel es el club de Fútbol sala de la ciudad.

## Personas destacadas
- Manuel Bretón de los Herreros (1796-1873), escritor dramaturgo.
- Juan José de Escalona y Calatayud (1677-¿?), Obispo de Caracas y Michoacán.
- Pedro de la Mota y Sarmiento (c. 1591 - c. 1661), prior y gobernador de Castilla, virrey y Capitán General de los reinos de Sicilia.
- Santiago Aldama, jugador de baloncesto.
- José Víctor Oñate (Quel, 1896-Madrid, 1982), físico, perito electricista y matemático.